# André Van De Werve De Vorsselaer
André Van De Werve De Vorsselaer (Anversa, 10 aprile 1908 – Anversa, 6 ottobre 1984) è stato uno schermidore belga, vincitore di una medaglia di bronzo nella scherma ai giochi olimpici.